# Никифоров, Пётр Михайлович
Пётр Миха́йлович Ники́форов (рус. дореф. Петръ Михайловичъ Никифоровъ, 30 сентября (12 октября) 1882, Оёк, Иркутская губерния, Российская империя — 6 января 1974, Москва, РСФСР, СССР) — участник революционного движения в России на Дальнем Востоке, советский государственный деятель. Третий председатель Совета министров Дальневосточной Республики (1921—1922), полпред СССР в Монголии (1925—1927).

## Биография
Родился в семье рабочего. С 13 лет работал в магазине мальчиком. С 16 лет — рабочий на телеграфе в Иркутске, затем монтёр.
В революционном движении с 1901 года. Член РСДРП с 1904 гоа, в том же году призван на флот, вёл работу в петербургской военной организации РСДРП. Участник восстания матросов и солдат в Кронштадте в 1905 году, затем перешёл на нелегальное положение, работал во многих городах России. В 1908 году — один из руководителей военной организации РСДРП в Иркутске.
В 1910 году арестован, приговорён к смертной казни, заменённой 20 годами каторги.
После февральской революции 1917 года стал членом Иркутского совета, заместителем председателя Владивостокского совета, членом Дальневосточного краевого бюро РСДРП. С июня 1918 по январь 1920 года находился в заключении у белогвардейцев.
В 1920—1922 годах — председатель Дальневосточного крайкома, член Дальбюро ЦК РКП(б), председатель Совета министров Дальневосточной Республики. 2 октября 1922 года был освобождён от должности председателя Совета министров решением Правительства ДВР. В 1925—1927 годах — полномочный представитель СССР в Монгольской Народной Республике, затем работает в Совнаркоме СССР, после этого — заместитель наркомснаба РСФСР.
В 1928—1929 годах — ректор Института Востоковедения имени Нариманова.
В годы Великой Отечественной войны занимался партийной работой.
Автор воспоминаний о Гражданской войне в России (включая книги «Муравьи революции» и «Записки премьера ДВР»), статей о ДВР и ВОВ, дневников и путевых заметок, записок по истории русской общественной мысли и советской художественной литературы, исторического очерка «Боярские смуты и народные движения Московской Руси», пьес и рассказов: «Семья Барановых», «Вавилон», «В кукурузе», «Петькина жизнь».
В 1966 году подписал антисталинское «Письмо тринадцати».

## Награды
Награждён орденами Ленина, Октябрьской Революции, «Знак Почёта» и медалями.

## Сочинения
- Муравьи революции. — М.: Молодая гвардия, 1931.
- В годы большевистского подполья. — М.: Молодая гвардия, 1952.
- Записки премьера ДВР. — М.: Госполитиздат, 1963.
- Октябрь в Приморье. — Владивосток: Дальневосточное книжное издательство, 1968.